# Gentiana dendrologii
Gentiana dendrologii är en gentianaväxtart som beskrevs av Marquand. Gentiana dendrologii ingår i släktet gentianor, och familjen gentianaväxter. Inga underarter finns listade i Catalogue of Life.